# 丹尼爾·拉爾森
丹尼爾·拉爾森（瑞典語：Daniel Larsson；1987年1月25日—）是一位瑞典足球運動員。在場上的位置是右邊鋒。他現在效力於土耳其足球超级联赛球隊阿克希薩爾。他也代表瑞典國家足球隊參賽。他是薩姆·拉爾森的弟弟。